# Irán űrkutatása
Irán saját űrprogram megvalósításán dolgozik és a világon kilencedik országként képes saját fejlesztésű műholdat pályára állítani.

## Az iráni űrkutatás eredményei

### Sziná-1
Irán első – orosz gyártmányú – műholdját, a Sziná-1-et 2005. október 28-án bocsátották fel Oroszországból, az Arhangelszk közelében fekvő Pleszecki űrközpontból.

### Saját űrrakéták
- 2007 februárjában Irán bejelentette, hogy a világűr elérésére képes rakétával rendelkezik.
- 2008 februárjában felbocsátották az első saját fejlesztésű hordozórakétát, a Kávosgar-1-et (Felfedező), amely 200 kilométeres magasságba képes eljutni.
- 2008 augusztusában indították második rakétájukat, a Szafir-2-t.
- 2008 novemberében a harmadikat, a Kávosgar-2-t.
- 2010 februárjában lőtték fel a Kávosgar-3-t, mely egy kísérleti, nyomásálló űrhajóskabint vitt magával. A biokapszulában egy tucat gilisztát, egy patkányt és két teknőst helyeztek el. A kapszula sikeresen visszatért a Földre.
- 2011. március 15-én lőtték fel a Kávosgar-4-t, mely egy továbbfejlesztett kísérleti űrhajóskabint vitt magával. A rajta elhelyezett életfenntartó berendezések már egy nagyobb állat ellátására alkalmasak.
- 2011 júliusában a Kavosgar-5 rakétával egy majmot kívánnak az űrbe juttatni.

### Saját űrközpont
2008. február 4-én adták át az iráni űrközpontot, amely az ország északi részén fekvő Szemnán városa mellett található (é. sz. 35,234°, k. h. 53,921°35.234000°N 53.921000°E). A kilövőálláson kívül az űrközpont része egy földalatti irányítóközpont is.

### Omid(Remény)kommunikációs műhold
Irán saját hordozórakétával, saját területéről saját kommunikációs műholdat juttatott Föld körüli pályára. Az Omid berepítette az iszlám államot az űrhatalmak közé. A módosított nagy hatótávolságú Szafir-2 rakéta február 2-án indította a kisméretű kommunikációs műholdat. Amerikai jelentések szerint az indítás nyomán két test kering elnyúlt, kb. 250 km-es és 380–440 km-es magasság közt változó pályán. Az egyik maga a műhold, a másik feltehetően a rakéta utolsó fokozata. A műholdindító nemzetek sorát a Szovjetunió nyitotta meg 1957-ben, a Szputnyik–1-gyel. Az amerikai Explorer–1 1958-ban indult. Azóta saját erőből Franciaország, Japán, Kína, Nagy-Britannia, India, Izrael és most Irán indított űreszközöket. Izrael 1988-as belépése óta az „elitklub” most bővült először. A mostani indítást az iszlám forradalom 30. évfordulóját ünneplő 10 napos eseménysorozatra időzítették.
- Felbocsátásának időpontja: 2009. február 2.
- Hordozórakéta: Szafir-2
- Magassága: 22 m
- Keringési magasság: 246–377 km
- Pályahajlás: 55°
- Keringési idő: 90,76 perc
- Tömege: 27 kg
- Feladata: kutatás, távközlés
- Működési ideje: 3 hónap

### Raszad-1(Megfigyelés)
- Felbocsátásának időpontja: 2011. június 15.
- Hordozórakéta: Szafir-B1
- Magassága: 22 m
- Keringési magasság: 236–299 km
- Pályahajlás: 55,7°
- Keringési idő: 96 perc
- Tömege: 15,3 kg
- Feladata: földfelszín fényképezése, térképezés
- Működési ideje: 2 hónap

A műhold berendezései 150 m-es felbontású képeket képesek készíteni. A Forradalmi Gárdához tartozó teheráni Malek Astar egyetemen építették meg.

### Navid
- Felbocsátásának időpontja: 2012. február 3.
- Hordozórakéta: Szafir-B1
- Keringési magasság: 260–370 km
- Keringési idő: 96 perc
- Tömege: 50 kg
- Feladata: földfelszín fényképezése, időjárási adatok gyűjtése, természeti katasztrófák előrejelzése

### További tervek
2009. február 12-én bejelentették, hogy további 7 műhold tervezését és elkészítését kezdték meg. Ezek közül 4 alacsony, 3 pedig magas keringési pályán fog működni.
2010. február 2-án 3 új műholdat mutattak be: a Tolú (Hajnal), a Meszbáh (Gyertya) és a Talláb (Kereső, Kutató) elnevezésűeket. Ezek a saját tervezésű és gyártmányú műholdak nagy távolságú összeköttetést biztosító távközlésre, űrkutatásra és katonai kémkedésre egyaránt alkalmasak. Bemutatták továbbá az összeszerelés alatt levő Szimorg hordozórakétát, mellyel a tervek szerint két éven belül Föld körüli pályára állíthatnak egy 100 kilogrammos műholdat.
2010. július 23-án Mahmud Ahmadinezsád iráni elnök bejelentette, hogy országa már 2019-ben embert akar küldeni a világűrbe, öt évvel korábban, mint eddig tervezték.
2010. augusztus 5-én Mahmud Ahmadinezsád iráni elnök bejelentette, hogy az iráni tudósok egy olyan 3 fokozatú rakéta megalkotásán dolgoznak, mely 1000 km magasságba tud feljutni. Hajtóművei 120 illetve 140 tonna tolóerővel rendelkeznének, ami négyszer nagyobb, mint a Szafir-2 volt. 2011-ben 700 km-re, 2012-ben pedig 1000 km-re kívánnak feljutni.

## Külső hivatkozások
- Iráni Űrügynökség
- Astronautix.com
- Irán pályára állította első műholdját Index.hu, 2009. február 3.
- Saját gyártású hordozórakétát tesztelt Irán HVG.hu, 2010. február 3.
- Irán újabb sikeres rakétakísérletet hajtott végre Kuruc.info, 2010. február 3.
- Kukacok az űrben Index.hu, 2010. február 3.
- Egérrel, teknősökkel és férgekkel tesztelte Irán új rakétáját Origo, 2010. február 4.
- Újabb iráni rakétakísérlet NOL.hu, 2010. február 4.
- Irán kilenc év múlva embert küldene az űrbe Index.hu, 2010. július 24.
- 1000 kilométeres magasság a cél - háromfokozatú rakétán dolgozik Irán Kuruc.info, 2010. augusztus 5.
- Irán kísérleti űrkabint juttatott a világűrbe Index.hu, 2011. március 17.
- Irán műholdat állított pályára Index.hu, 2011. június 16.
- Merre tart az iráni űrprogram? SG.hu, 2011. június 22.
- Irán majmot küld az űrbe SG.hu, 2011. június 26.
- Irán komolyan veszi az izraeli és a nyugati fenyegetéseket Kuruc.info, 2012. február 3.